# Urna funeraria

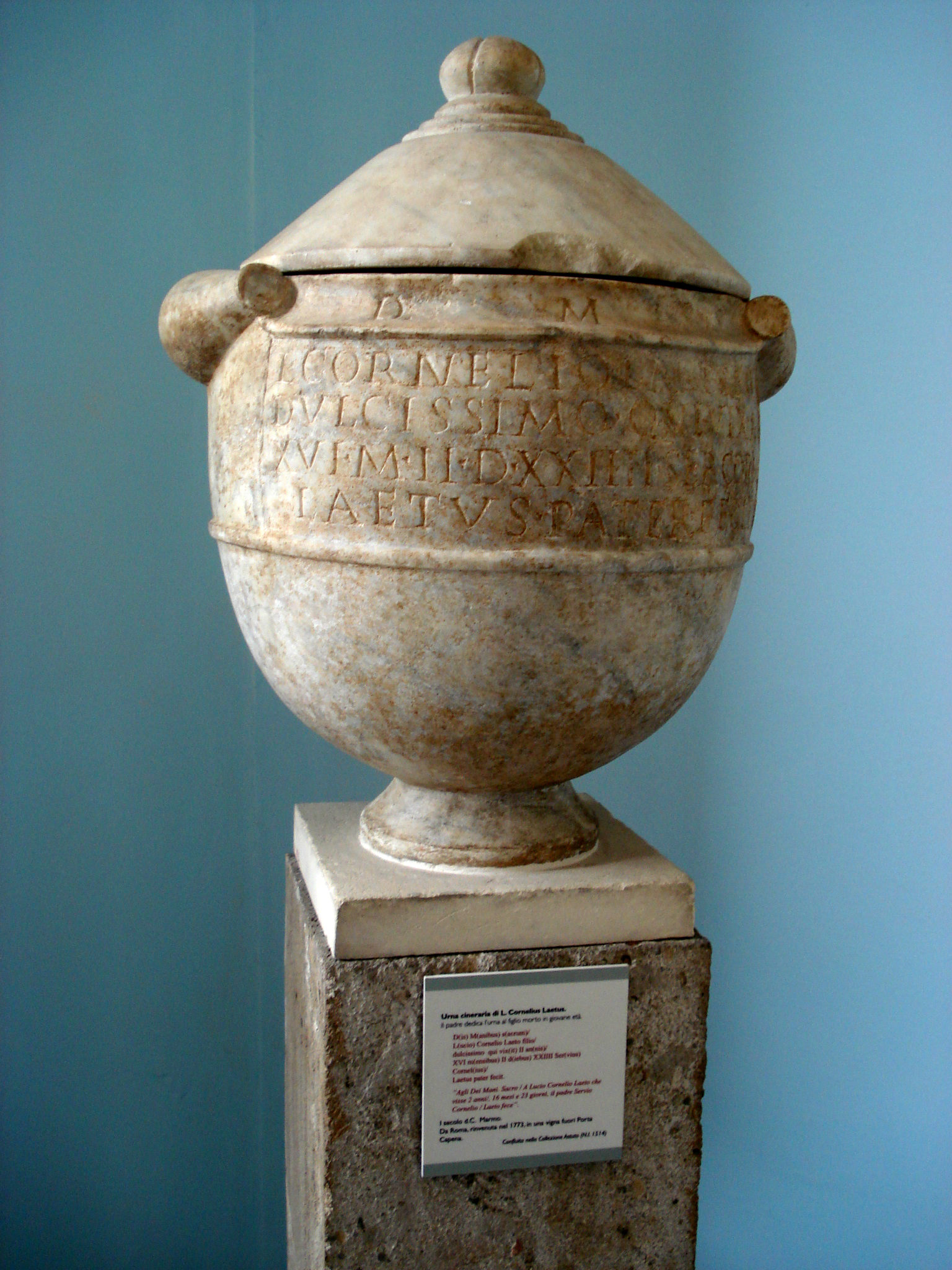
Urna funeraria romana. I secolo, Museo archeologico regionale di Palermo.

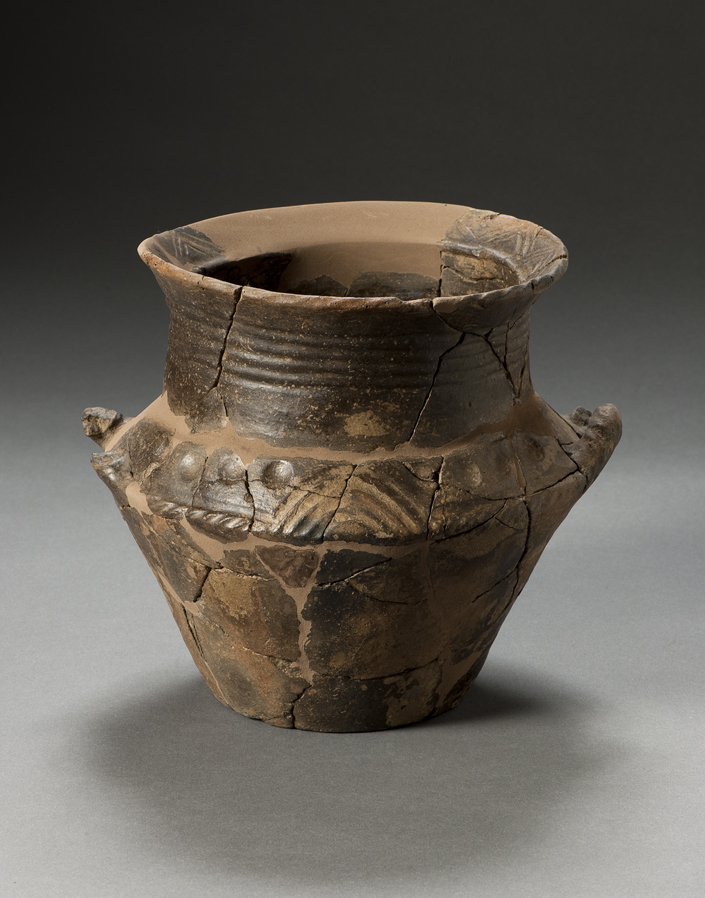
Urna cineraria dalla necropoli di Casinalbo (MO)

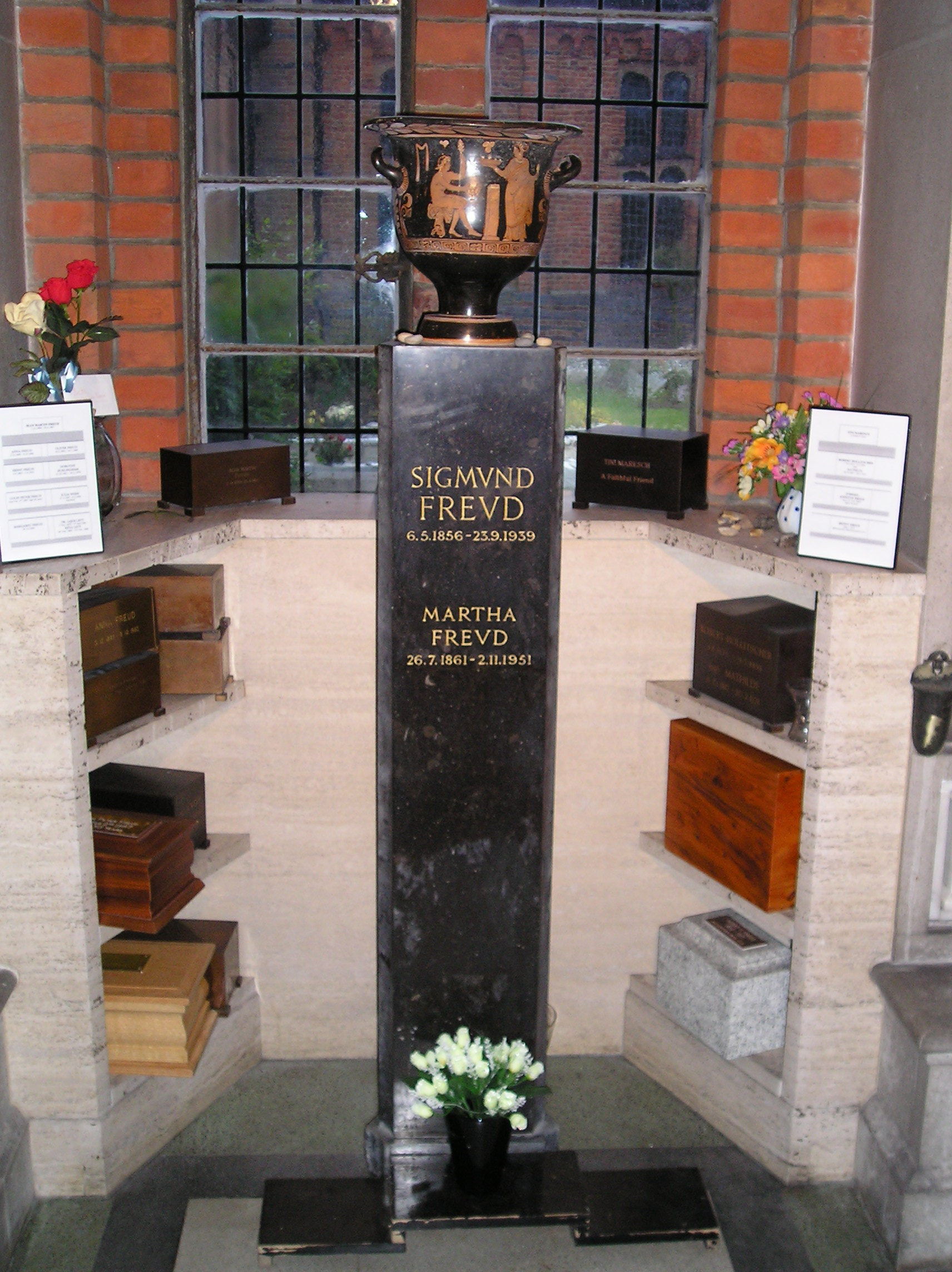
Urna funeraria con le ceneri di Sigmund Freud (1856 – 1939).

Un'urna funeraria (anche chiamata urna cineraria, dal latino cinis, -eris, cenere) è un vaso destinato a raccogliere le ceneri di un defunto dopo la cremazione.

## Storia
L'usanza di cremare i corpi e raccoglierne le ceneri in un vaso è documentata da reperti almeno dal VII millennio a.C. in Cina, nel sito arcaico di Jiahu (almeno 32 sepolture), a Laoguantai nello Shaanxi e, databili al 5000-3000 a.C., sullo Yangshao, dove sono state rinvenute circa 700 sepolture pertinenti soprattutto a bambini. 
In Occidente la cinerazione è documentata almeno dall'Età del Bronzo, in Europa centrale (Cultura dei campi di urne) e in Italia centro-settentrionale (Terramare, Cultura di Canegrate, Cultura protovillanoviana). Le urne erano in terracotta e, per i personaggi di rango, in bronzo.
La cinerazione continuò, anche in parallelo all'inumazione nelle culture greca, etrusca e poi romana, con urne in pietra locale (travertino, alabastro...), in terracotta o in marmo. Era un'usanza comune presso alcune tribù celtiche, per gli Anglosassoni e per alcune civiltà precolombiane. Col Cristianesimo in Europa la cinerazione fu accantonata, tornando tra le possibili opzioni di sepoltura solo nel XIX secolo.

## Descrizione

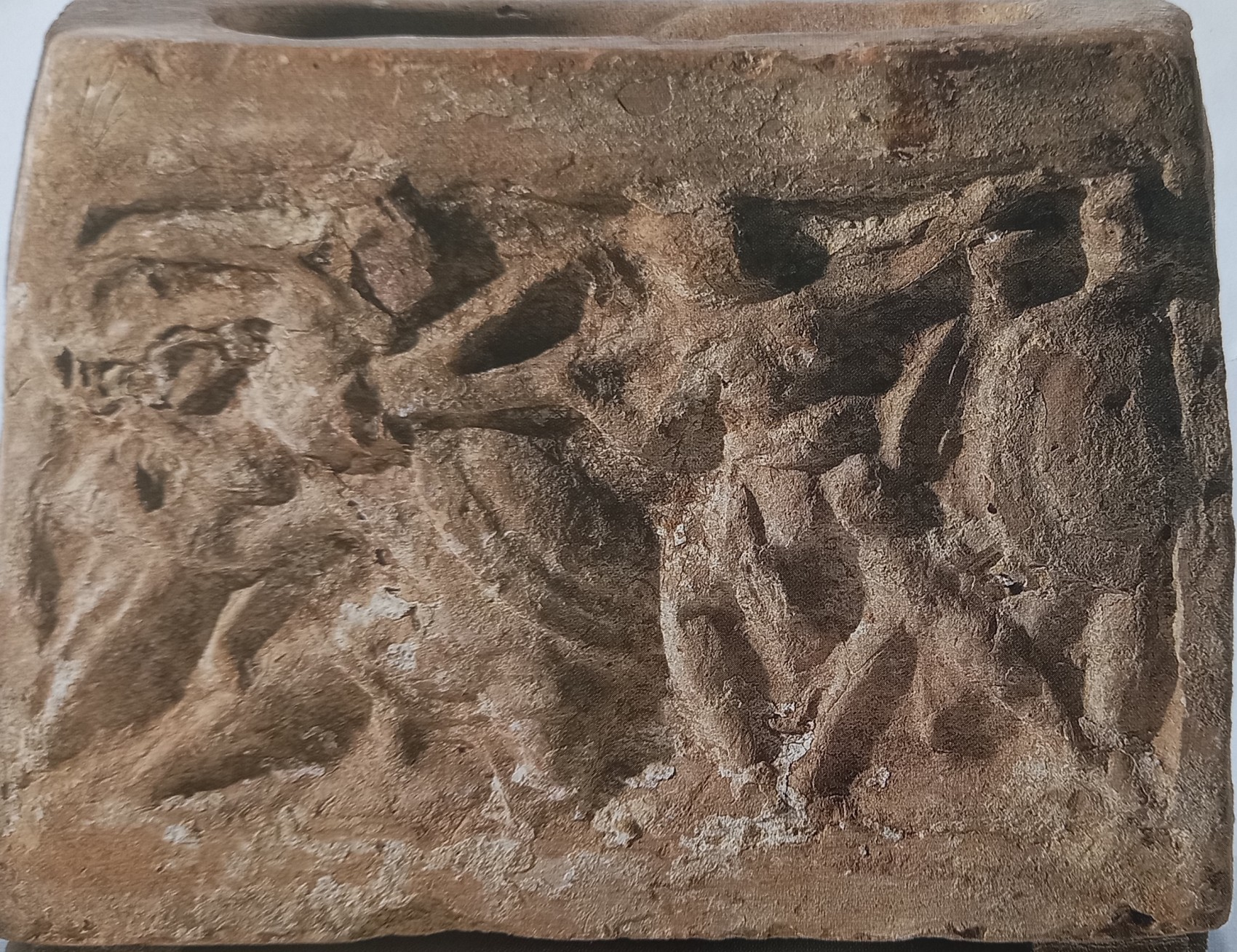
Urnetta cineraria, II sec.a.C., Chiusi, dichiarazione interesse archeologico

Le urne cinerarie possono essere composte di vari materiali tra i quali la pietra, il metallo (ad es. il bronzo), il marmo, l'alabastro, la ceramica, la terracotta o il vetro. Generalmente i contenitori hanno una forma circolare e sono chiusi da un coperchio; spesso erano sprovvisti di anse.
L'urna fu impiegata in molte civiltà del passato che praticavano il rito funerario della cremazione, come la cultura dei campi di urne, i vasi biconici in Etruria e l'olla nell'antica Roma, che veniva custodita all'interno di colombari.